# Grant Koontz
Pour les articles homonymes, voir Koontz (homonymie).
Grant Koontz, né le 28 janvier 1994 à Houston est un coureur cycliste américain.

## Biographie
Grant Koontz commence le cyclisme au cours de ses années universitaires, après avoir pratiqué divers sports comme le football, le baseball ou le basket-ball. En 2015, il remporte le contre-la-montre des championnats des États-Unis des collegiate.
En 2016, il intègre l'équipe Arapahoe Resources. Avec celle-ci, il se distingue notamment durant l'été 2017 en terminant deuxième du Hotter'N Hell Hundred, course nationale, après s'être imposé sur le dernier critérium.
Il passe professionnel en 2018, au sein de la formation américaine Holowesko-Citadel. Ce recrutement est notamment permis par le partenariat entre Holowesko et son ancienne équipe Arapahoe Resources.

## Palmarès sur route

### Par année
- 2015
  - Tour of Corsicana :
    - Classement général
    - 1re étape (contre-la-montre)

  - Memorial Park Criterium
- 2016
  - Champion du Texas du contre-la-montre
- 2017
  - Tour of Corsicana
  - NWA Spring Classic Road Race
  - 3e étape du Hotter'N Hell Hundred
  - 2e du Hotter'N Hell Hundred

### Classements mondiaux
| Année                                 | 2019  | 2020  |
| ------------------------------------- | ----- | ----- |
| Classement mondial                    | 3043e | 2000e |
| UCI America Tour                      | 509e  | 195e  |
|                                       |       |       |
| Légende : nc = non classéSource : UCI |       |       |

## Palmarès sur piste

### Championnats panaméricains
- Lima 2022
  -  Médaillé d'or de la course scratch
- San Juan 2023
  -  Médaillé de bronze de la course scratch
  -  Médaillé de bronze de la poursuite par équipes
- Los Angeles 2024
  -  Médaillé d'or de la poursuite par équipes
  -  Médaillé d'or de l'élimination
  -  Médaillé d'or de l'américaine (avec Peter Moore)

### Jeux panaméricains
- Santiago 2023
  -  Médaillé de bronze de la poursuite par équipes
  -  Médaillé de bronze de l'américaine

### Championnats nationaux
- 2019
  -  Champion des États-Unis de poursuite par équipes (avec Colby Lange, Ashton Lambie et Shane Kline)
- 2021
  -  Champion des États-Unis de poursuite par équipes
- 2022
  -  Champion des États-Unis du scratch
  -   Champion des États-Unis de l'omnium
  -   Champion des États-Unis de la course aux points